# Puyang
Puyang (濮阳) é uma cidade da China, na província de Honã, localizada na margem norte do rio Amarelo, faz fronteira com Anyang, a oeste, Xinxiang, a sudoeste, e as províncias de Xantum e Hebei, a leste e norte, respectivamente. Tem cerca de 561 mil habitantes.